# Universal Serial Bus

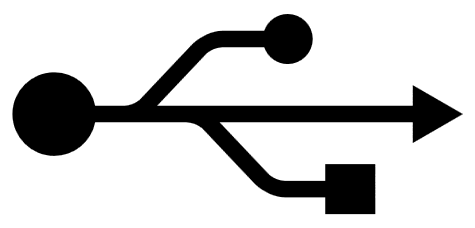
Az USB logója

A Universal Serial Bus (rövidítve USB, magyarul am. univerzális soros busz) manapság nagyon elterjedt számítógépes csatlakozó, melynek kidolgozását a vezető számítástechnikai vállalatok (Hewlett-Packard Company, Intel Corporation, LSI Corporation, Microsoft Corporation, NEC Corporation, ST-Ericsson) által alapított USB Implementers Forum, Inc. kezdte 1994-ben. Előnyös tulajdonsága, hogy teljeskörűen Plug and Play, az összes modern operációs rendszer támogatja, és azonos felépítésű, akár PC, akár Mac számítógép része.

## Felépítése
Az USB jó tulajdonsága, hogy osztható, ezt ún. USB hub-ok hajtják végre. Minden USB bővítőkártyán van egy integrált ún. gyökérhub (root hub). Erre csatlakoztathatunk USB eszközöket, vagy akár egy külső hubot (ez asztali gépeknél nem jellemző, inkább notebookoknál szokták használni). Több verziója létezik: a régi gépeken USB 1.0 vagy 1.1 (a gyors módban („full speed”) 12 Mbit/s=1,5 MB/s), ami lassabb, az újabb gépeken minimum USB 2.0 támogatás van (aminek névleges átviteli sebessége 480 Mbit/s=60 MB/s), a legutolsó generációs gépeken már USB 3.0 támogatás is van (aminek névleges átviteli sebessége 5 Gbit/s=640 MB/s). Az USB 2.0 kicsivel gyorsabb, mint a másik kevésbé elterjedt, főleg videokameráknál használt szabvány, a FireWire 400 (IEEE 1394a), melynek maximális átviteli sebessége 400 Mbit/s lehet.

## Feladata
- Adatátvitel két periféria (készülék) között.

## Tulajdonsága

### Szabványok
| Szabvány   | Kiadási dátum    | Átviteli sebesség       | Megjegyzés |
| ---------- | ---------------- | ----------------------- | --- |
| USB 0.8    | 1994. december   |                         | Előzetes kiadás |
| USB 0.9    | 1995. április    |                         | Előzetes kiadás |
| USB 0.99   | 1995. augusztus  |                         | Előzetes kiadás |
| USB 1.0-RC | 1995. november   |                         | Kiadásra kész változat |
| USB 1.0    | 1996. január     | Full Speed (12 Mbit/s)  | Az első szabvány, néhány első generációs Pentium processzoros alaplapon található csak meg. Néhány dolgot hibásan specifikáltak, így gyakorlatilag nem találkozhatunk vele. |
| USB 1.1    | 1998. augusztus  | Full Speed (12 Mbit/s)  | Ez a gyakorlatban elterjedt első szabvány. |
| USB 2.0    | 2000. április    | High Speed (480 Mbit/s) | Gyakorlati előnye a mini-B csatlakozó és a Hi-Speed bevezetése |
| USB 3.0    | 2008. november   | SuperSpeed (5 Gbit/s)   | SuperSpeed lehetősége, amihez további 4 jelvezeték átvitele szükséges. Más néven USB 3.1 Gen 1 és USB 3.2 Gen 1x1.                                                          |
| USB 3.1    | 2013. július     | SuperSpeed+ (10 Gbit/s) | 2013-ban kidolgozott szabvány. 10 Gbps-os átviteli sebességet tesz lehetővé. Más néven USB 3.1 Gen 2 és USB 3.2 Gen 2x1.                                                    |
| USB 3.2    | 2017. szeptember | SuperSpeed+ (20 Gbit/s) | Támogatja a USB 3.2 Gen 1x2 és USB 3.2 Gen 2x2 multi-link módokat. |

### Csatlakozók
- USB-A, ami a PC-n található.
- USB-B, ami például a nyomtatókon található.
- USB-mini-B, például a fényképezőgépeken.
- USB-micro-B, például sok mobiltelefonon.
- USB-C, új mobiltelefonokon és laptopokon.

USB 1.0–2.0:

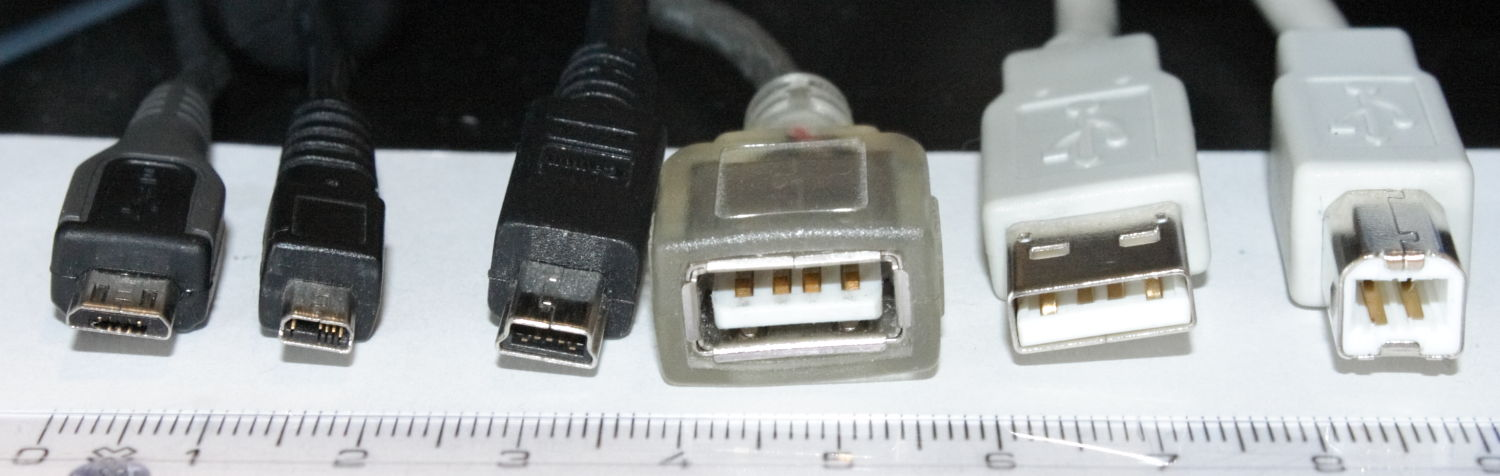
Többféle USB csatlakozó
USB csatlakozók bekötési rajza
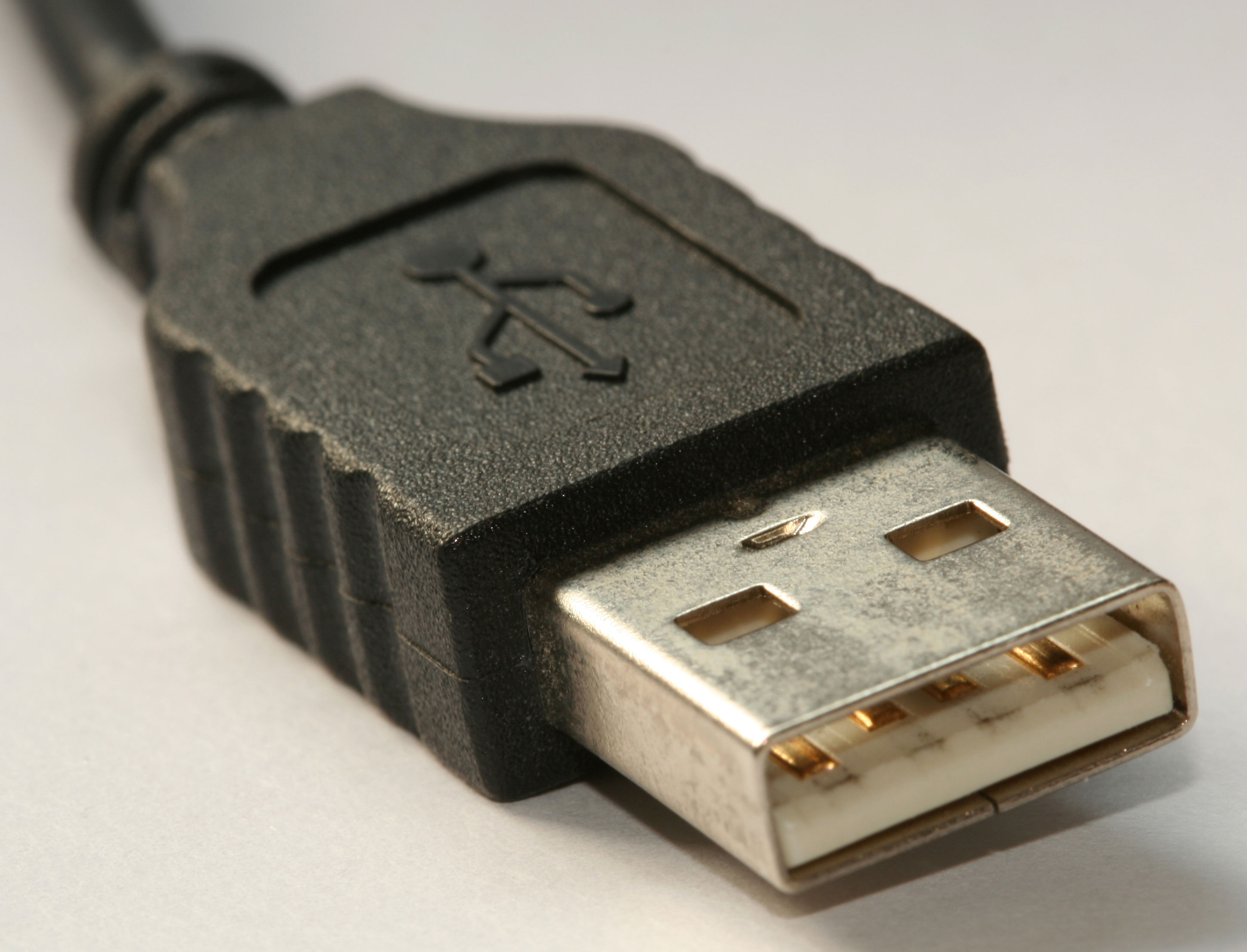
USB-A csatlakozó
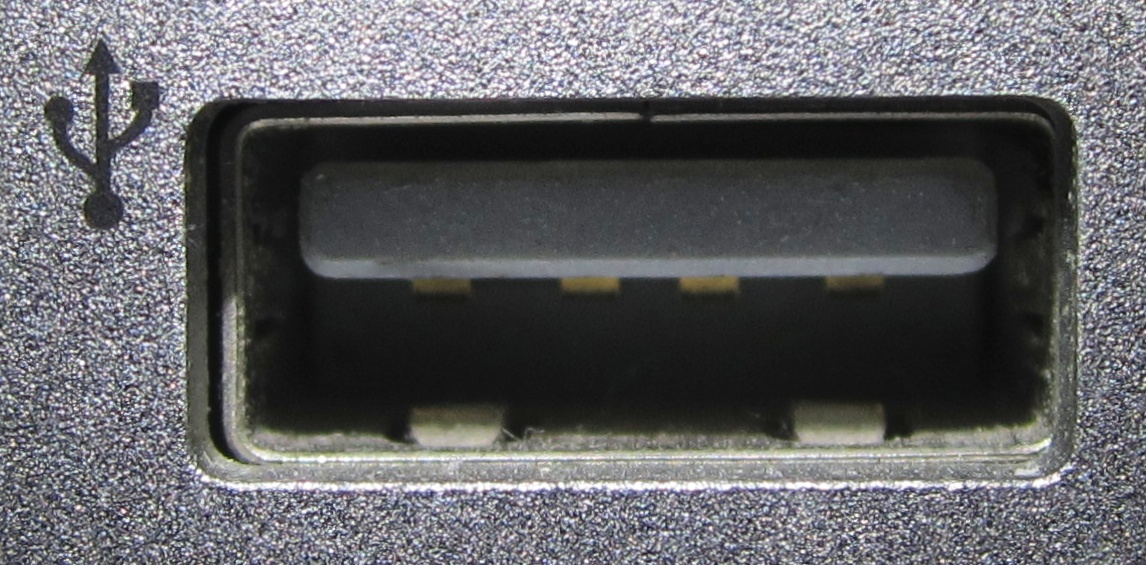
USB-A aljzat
USB-B
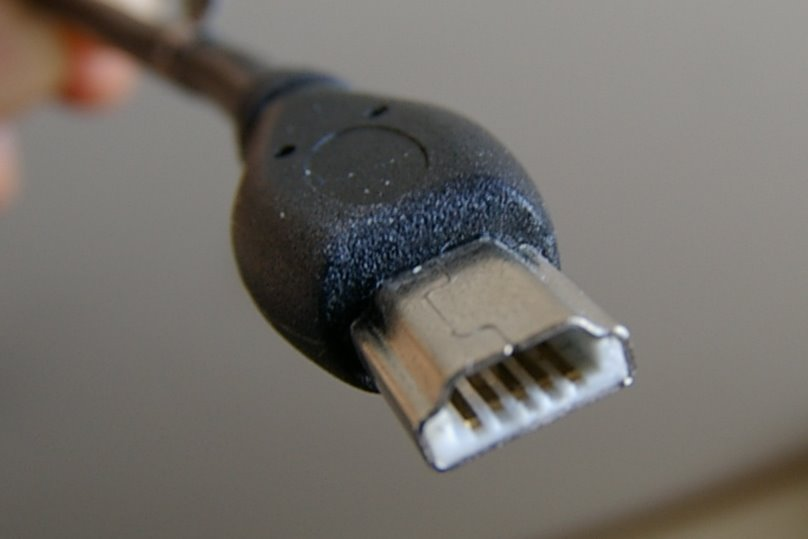
USB mini-A
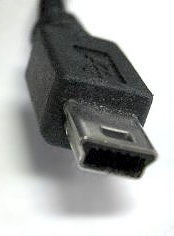
USB mini-B
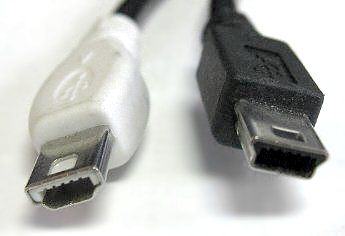
USB mini-A csatlakozó (balra) és mini-B csatlakozó (jobbra)
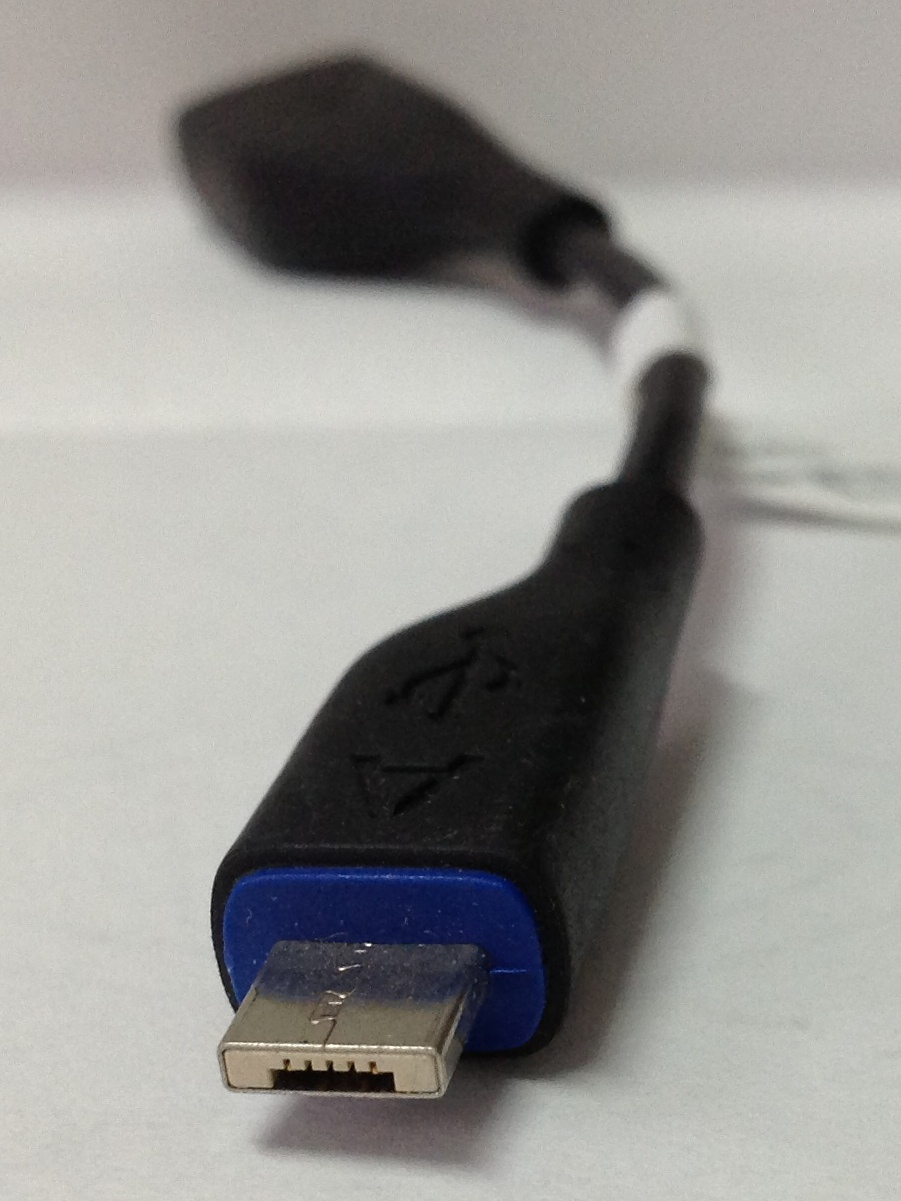
USB micro-A
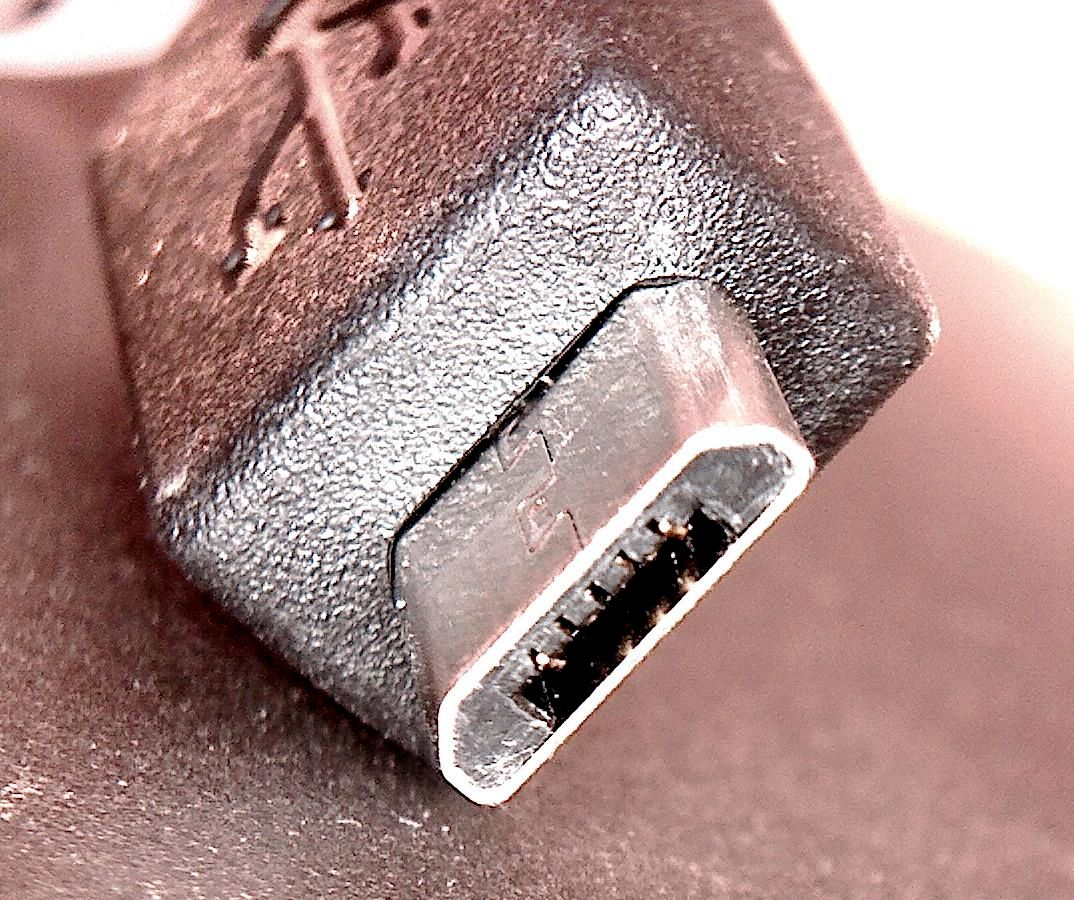
USB micro-B
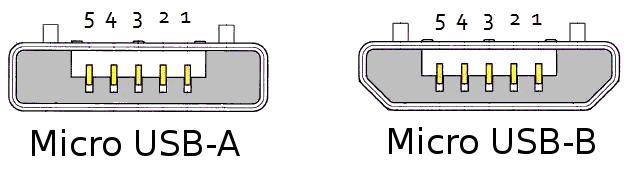
USB micro-A és micro-B bekötési rajza

USB 3.0:

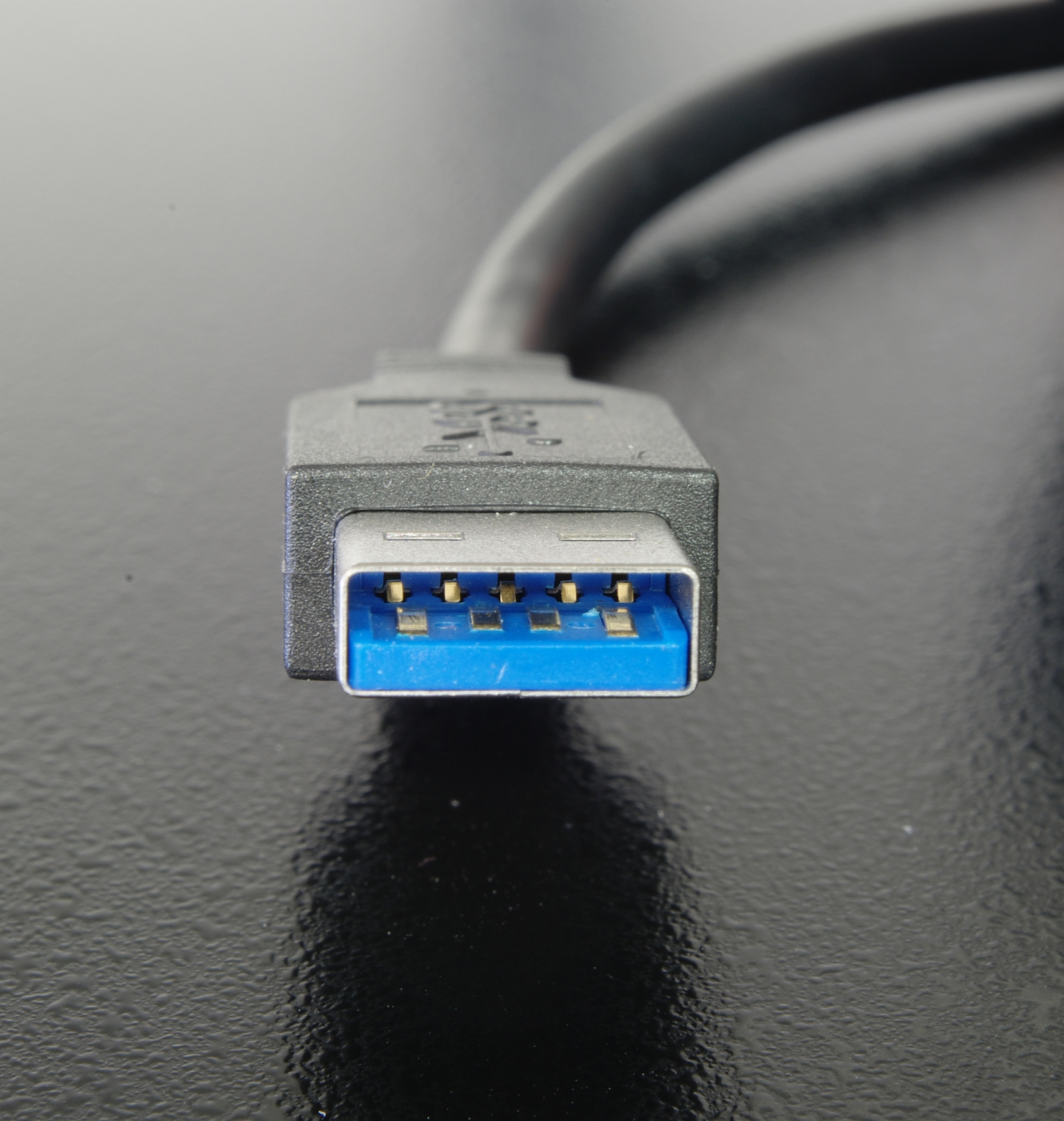
USB-A
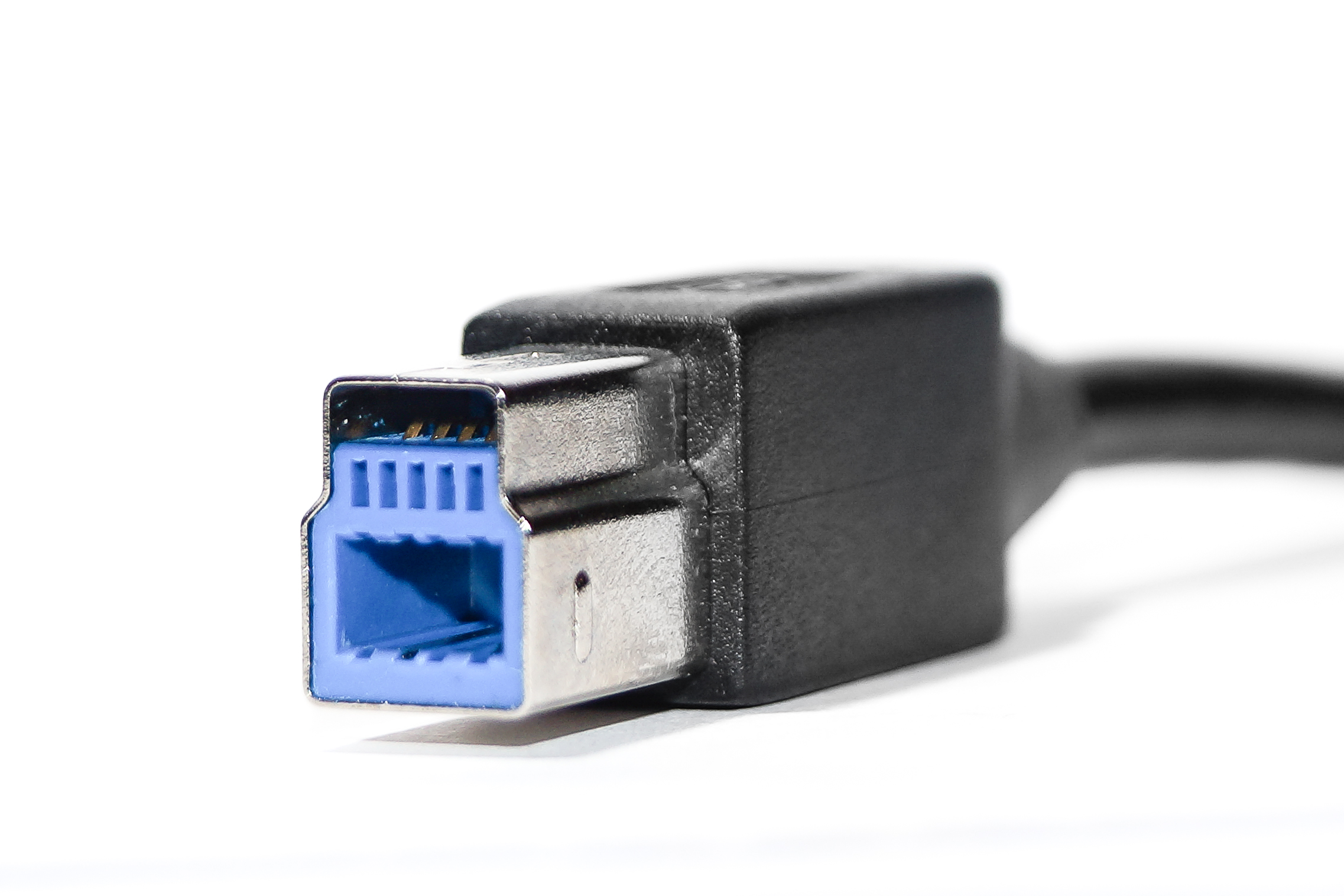
USB-B
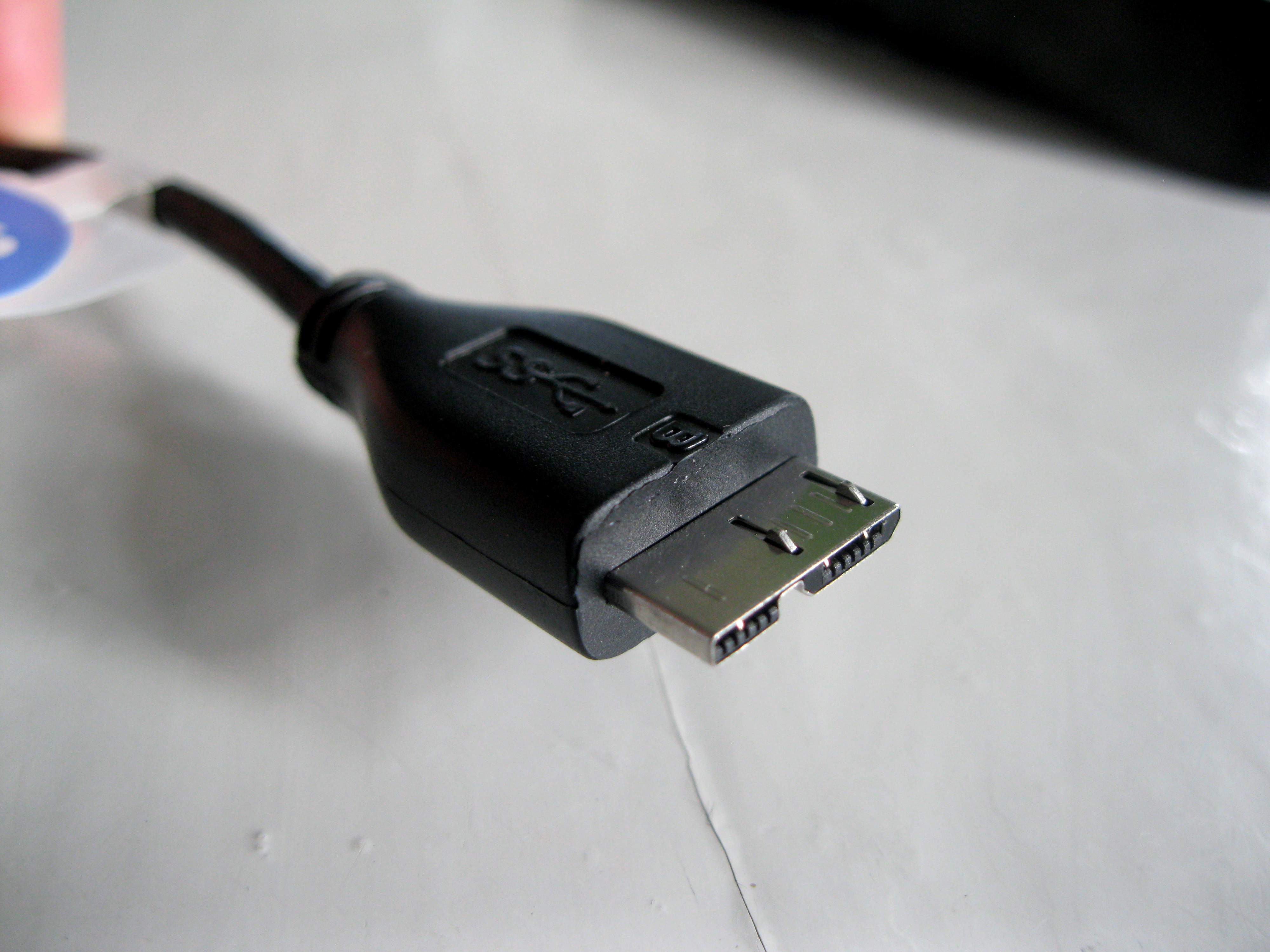
USB micro-B
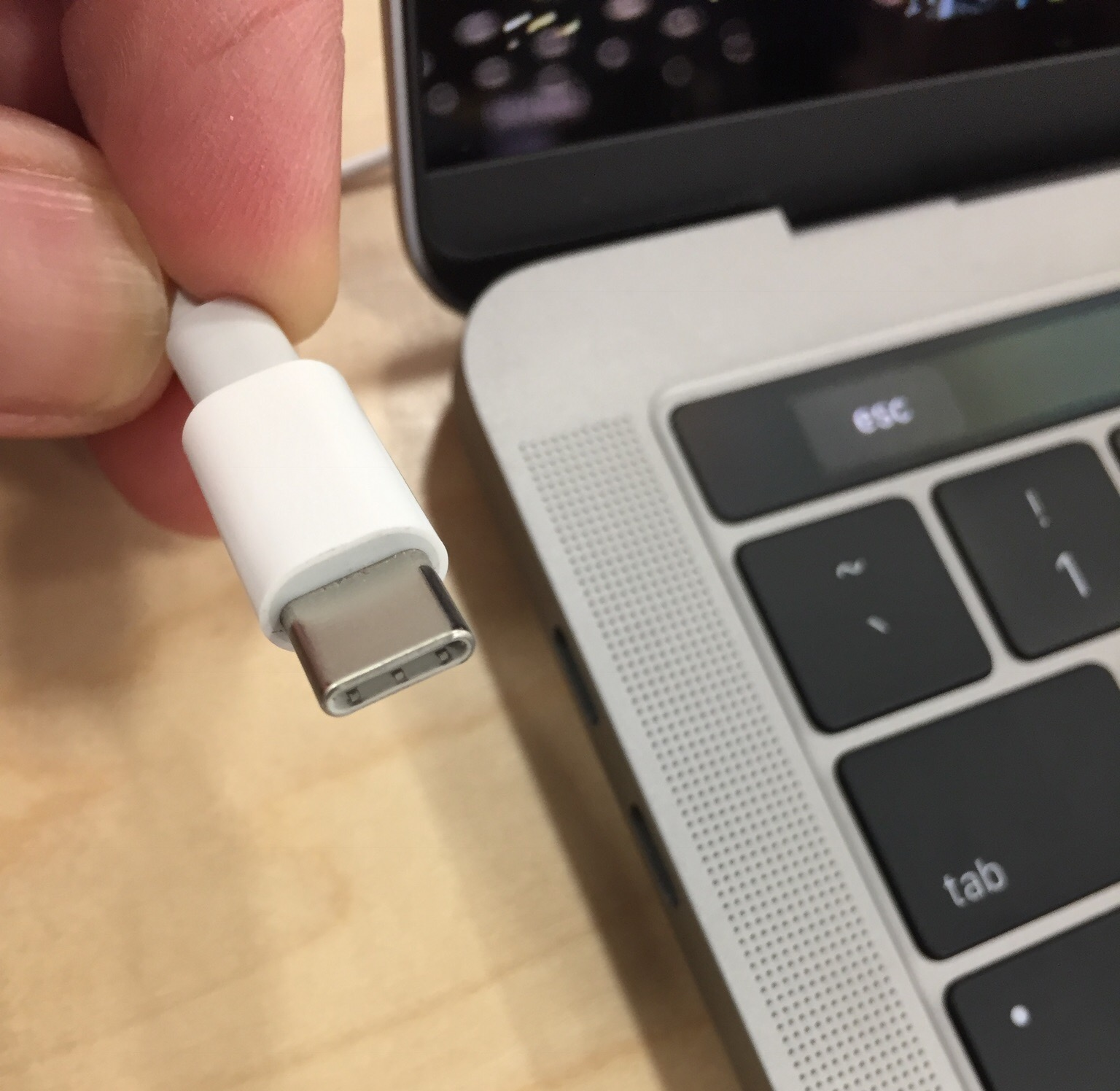
USB-C

USB 3.2-4.0:
USB-C 

### Átviteli sebességek - fizikai rétegben
- Low speed: 1,5 Mbps, USB-1.1, USB-2.0, USB-3.0
- Full speed: 12 Mbps, USB-1.1, USB-2.0, USB-3.0
- Hi speed: 480 Mbps, USB-2.0, USB-3.0
- SuperSpeed: 5 Gbps 8b/10b kódolással további 2 érpár felhasználásával, USB-3.0 (más néven: USB 3.1 gen1/ USB 3.2. gen1)
- SuperSpeed+ USB 3.1: 10 Gbps átviteli sebességet tesz lehetővé, hatékonyabb 128b/132b adatkódolást használ és több mint kétszeres teljesítményt nyújt a meglévő SuperSpeed USB  továbbfejlesztésének köszönhetően.[6] (Más néven: USB 3.1 Gen2/ USB 3.2 Gen2)
- SuperSpeed+ USB 3.2: 20 Gbps (Más néven: USB 3.2 Gen2x2) Ez a típus már csak Type- C csatlakozóval érhető el.
- SuperSpeed+ USB 4.0: 40 Gbps, Ez a tipus már csak Type-C csatlakozóval érhető el.[4]

### Átviteli sebességek - valós alkalmazásban
- Low speed: max 150 kB/s, USB-1.1, USB-2.0, USB-3.0, USB-3.1; A továbbiakban: USB-3.2(GEN1), USB-3.2(GEN2)
- Full speed: max 1,2 MB/s, USB-1.1, USB-2.0, USB-3.0, USB-3.1; A továbbiakban: USB-3.2(GEN1), USB-3.2(GEN2)
- Hi speed: max 48 MB/s, USB-2.0, USB-3.0,USB-3.1; A továbbiakban: USB-3.2(GEN1), USB-3.2(GEN2)
- Super speed: max 400 MB/s, USB-3.0, USB-3.1; A továbbiakban: USB-3.2(GEN1), USB-3.2(GEN2)
- Super speed+: max 1250 MB/s, USB-3.1 A továbbiakban: USB-3.2(GEN2); USB-3.2(GEN2x2) USB4.0
- Super speed+ USB 3.2: max 2500 MB/s [7] csak type-c kábel
- Super speed+ USB 4.0: max 5000 MB/s (csak type-c kábel)

### Adatátviteli módok
- Control Transfers: minden berendezésnek ismernie kell, ezzel a móddal kérdezi le a gazdagép az eszköz paramétereit.
- Bulk Transfers: fájlátvitel-jellegű adatátvitelre.
- Interrupt Transfers: megbízható karakteres jellegű adatok továbbítására.
- Isochronous Transfers: kis késleltetésű átvitel, streaming-jellegű adattovábbításhoz.

### Végpontok
Az adatcsomag fejlécében 4 biten úgynevezett végpontazonosító kerül továbbításra.
- 0. végpont: az eszköz rácsatlakoztatása után a gazdagép ezen keresztül kérdezi le az eszköz paramétereit.
- 1. - 15. végpont: tetszőleges adatátviteli módokra felkonfigurált független adatátviteli csatornák, amelyet az eszköz felcsatlakoztatása után az eszköz a gazdagéppel közöl.

A független végpontoknak köszönhetően valósítható az meg, hogy egy eszköz rácsatlakoztatásával
- egyidejűleg lát a gazdagép emulált CD-ROM meghajtót a driverekkel.
- egyidejűleg lát a gazdagép emulált Pendrive háttértárat.
- egyidejűleg lát a gazdagép USB-modem interfészt.

ugyanabban a rácsatlakoztatott eszközben.

### USB 3.0 (avagy USB 3.2. Gen1 az újabb gyártmányoknál)
2008. november 12-én bejelentették a SuperSpeed nevű USB 3.0 szabványt, amely a korábbi USB 2.0 változatnál tízszer gyorsabb, 5 Gbit/s átviteli sebességet kínál. A nagyközönség számára 2010 nyarán kezdtek megjelenni az első USB 3.0-s eszközök. a 8b/10b-s kódolás miatt, az elméleti 625 MB/s helyett 4-500 MB/s-os valós átviteli sebességet nyújt.
Az USB 3.1 megjelenésével USB-3.1 Gen1, majd az USB-3.2 megjelenésekor USB-3.2 Gen1 nevet kapta.

### USB 3.1 (avagy USB 3.2 Gen2 az újabb gyártmányoknál)
2013-ban jelent meg az USB 3.1-es más néven a SuperSpeed+ USB szabvány a maga 10 Gbit/s átvitellel és hatékonyabb 128b/132b-es kódolással így 20%ról közel 3%-ra csökkentve az adatveszteséget. Egyben ez volt az ismert utolsó szabvány amely még támogatta a Type A és Type B csatlakozókat.
Ezzel egyidőben jelent meg a hivatalos átnevezés ,mely az USB 3.1-nél USB 3.1 (GEN2) használatát jelentette, míg a 3.1 (GEN1) az eredeti USB-3.0-ás verziót jelölte. A későbbiekben az USB 3.2-es megjelenésekor USB 3.2(Gen2) elnevezést kapta.
Továbbá bevezetésre került a Type-C kábel.

### USB 3.2 (avagy USB 3.2 Gen2x2)
2017-ben jelent meg az USB 3.2-es a maga 20 Gbit/s-os átviteli sebességével és akár 2500 MB/s-os valós sebességet nyújt, viszont ez a szabvány már csak TYPE-C csatlakozókkal érhető el. Ezzel egyidejűleg a 3.x-es változatok is átnevezésre kerültek. Ez a tipus az USB 3.2 Gen2x2 elnevezést kapta. 

### USB4
2019-ben jelent meg, szintén csak TYPE-C csatlakozókhoz. 40 Gbit/s átviteli sebességet kínál. Fontos,hogy csak a megfelelő kábellel tudják hozni ezt a paramétert. Napjainkban a silányabb minőségű,olcsóbb hamisítványok ezzel a szabvánnyal akár komoly károkat is okozhatnak a berendezéseinkben,szóval érdemes odafigyelni,hogy mit és kitől vásárolunk,ha TYPE-C kábelről van szó.

## USB eszközök
Az USB univerzális, nagyon sokféle eszköz csatlakoztatható rá. Ilyenek pl.:
- Adattároló eszközök: pendrive, külső merevlemez és CD-DVD író, 3,5"-es hajlékonylemez
- (Web)kamera, fényképezőgép, tuner (tévénézéshez, video-digitalizáláshoz)
- Némely SSD, a szokásos SATA csatlakozó mellett
- Nyomtató, lapolvasó, kivetítő
- Hangeszközök, például hangkártya
- Egér
- Billentyűzet
- Vezetékes és vezeték nélküli hálózati adapterek
- Soros, párhuzamos, infravörös port, bluetooth és még sok más átviteli port (SATA, ATA stb.)
- Egyéb vezérlő eszközök, például gamepad
- és még sok más egyéb eszköz

## Külső hivatkozások
- Az USB weboldala
- USB 3.1 és USB-C: öntsünk tiszta vizet a pohárba! – Ipon.hu, 2016. december 2.